# 宮城県道39号仙台岩沼線
宮城県道39号仙台岩沼線（みやぎけんどう39ごう せんだいいわぬません）は、宮城県仙台市太白区と岩沼市を結ぶ県道（主要地方道）である。

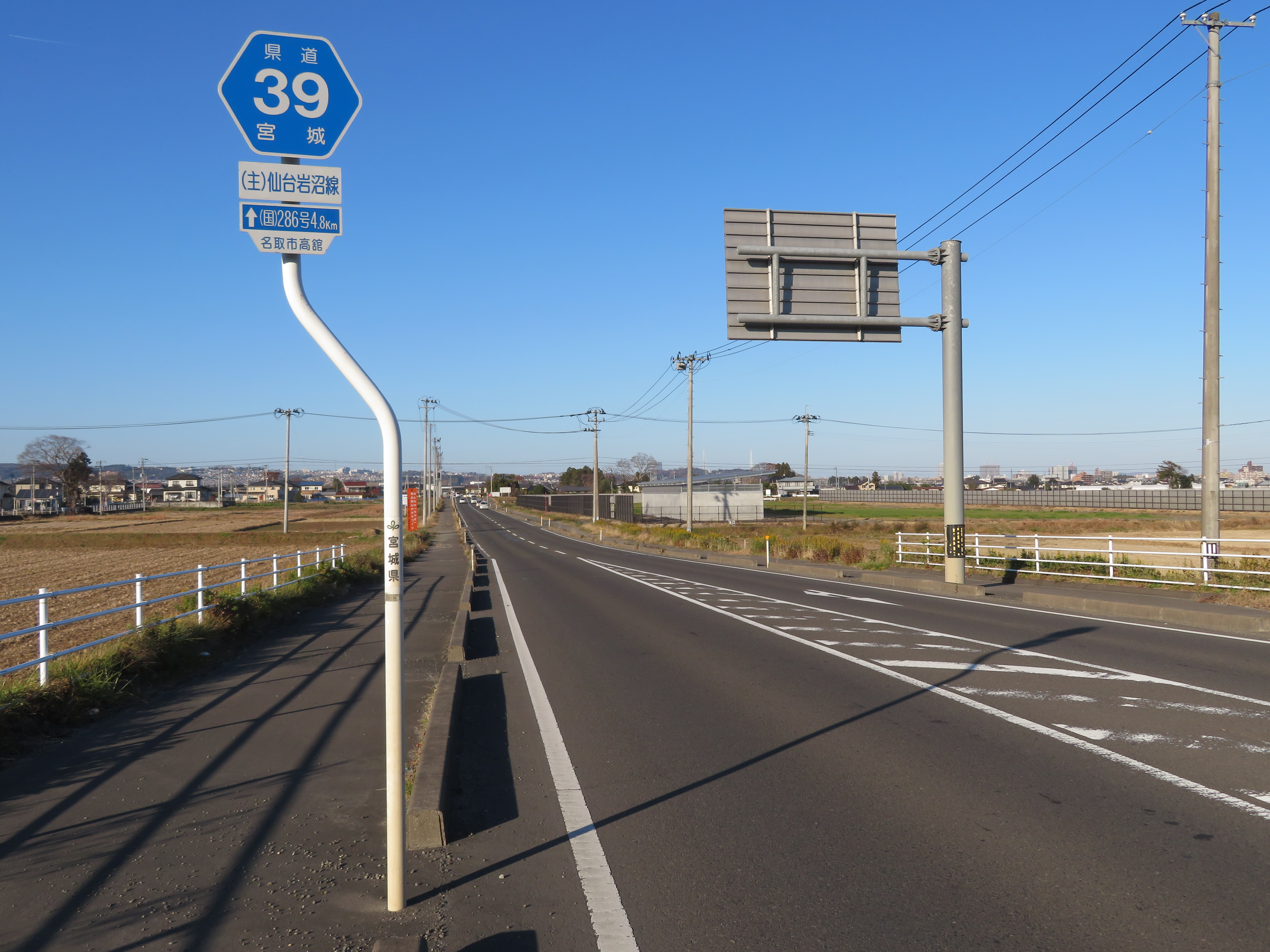
名取市高舘付近

## 概要
名取川右岸（南岸）、JR南仙台駅北東から分岐して西走し、JR東北本線等を平面交差で越えて南に向きを変え、JR南仙台駅西口に至る。ここから西に向きを変えて西中田、柳生地区を貫き、南に向きを変えて名取市に入る。名取市内に入ると名取平野（仙台平野の旧名取郡部分）の西縁を形成する高舘丘陵の麓を南進し、高舘、愛島（めでしま）の各地域を縦貫する。途中、愛島丘陵基部を越える区間以外は平野部を貫き、高舘丘陵南端の阿武隈川左岸（北岸）で国道4号岩沼バイパスと合流する。
起点となる中田交差点は、仙台岩沼線側には東北本線・常磐線・仙台空港アクセス線などが停車する南仙台駅に近い踏切があることから渋滞が激しかったが、踏切の遮断システムの改良により渋滞が緩和した。終点となる玉崎交差点そばにもかつては東北本線の踏切があったが、こちらは跨線橋を架ける改良が加えられている。

### 路線データ
- 実延長：15.1644 km（仙台市管理分2365.0m[1]、宮城県管理分12799.6m[2]）
- 起点：仙台市太白区中田三丁目
- 終点：岩沼市南長谷字玉崎

## 歴史
中世に陸奥国を縦貫する主要道だった東街道（あずまかいどう）の後身である。江戸時代に奥州街道が設定されたため重要性を減じたが、道沿いには古い史跡・伝承地や寺社が点々とする。
1983年（昭和58年）1月11日に主要地方道に指定されたが、それまでは起点と終点が逆で、路線名も「岩沼仙台線｣だった。
- 1958年（昭和33年）3月31日 - 宮城県が一般県道50号岩沼仙台線（岩沼町 - 仙台市）を路線認定[3]。
- 1982年（昭和57年）4月1日 - 県道岩沼仙台線が、「仙台岩沼線」として建設省（現・国土交通省）から初めて主要地方道の指定を受ける。[4]
- 1983年（昭和58年）1月11日 - 一般県道50号「岩沼仙台線」から主要地方道53号「仙台岩沼線」への路線変更が告示される[5]。
- 1993年（平成5年）
  - 5月11日 - 建設省から、県道仙台岩沼線が仙台岩沼線として主要地方道に指定される[6]。
  - 10月19日 - 県道番号が決定[7]され、従前の主要地方道53号から、県道39号に変更される。（12月1日より施行）

## 路線状況

### 重複区間
- 宮城県道118号名取村田線（名取市高舘 地内）

## 地理

### 通過する自治体
- 仙台市（太白区）
- 名取市
- 岩沼市

### 交差する道路

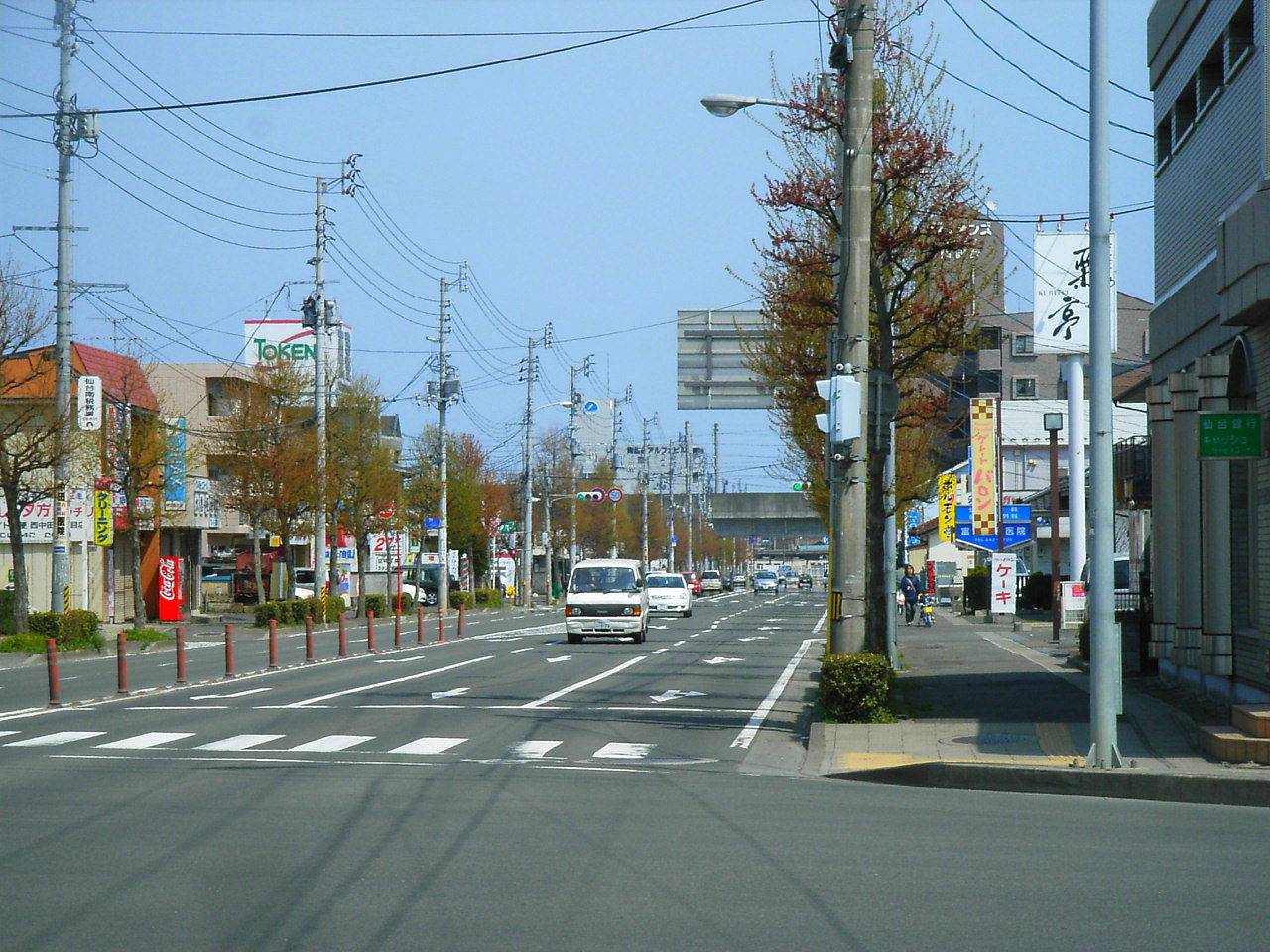
仙台市太白区西中田。宮城県道258号仙台館腰線との交点から。前方で東北新幹線の高架をくぐる（2005年）

- 宮城県道273号仙台名取線（仙台市太白区、起点）
- 宮城県道258号仙台館腰線（仙台市太白区）
- 宮城県道118号名取村田線（名取市高舘）
- 宮城県道126号愛島名取線（名取市）
- 宮城県道25号岩沼蔵王線（岩沼市）
- 国道4号（岩沼バイパス）（岩沼市）

### 沿線にある施設など
- JR東北本線 南仙台駅
- 仙台南税務署
- みやぎ生協柳生店
- 名取市立高舘小学校
- 宮城県農業園芸研究所
- ハナトピア岩沼
- 金蛇水神社
- 岩沼市立岩沼西中学校
- 支援学校岩沼高等学園

### 交通量[8]
令和３年度・12時間交通量
- 仙台市太白区柳生２丁目 - 10,828台（推計値）
- 名取市高舘吉田字真坂 - 10,872台
- 岩沼市南長谷字諏訪 - 9,931台